# غابي كيكي
غابي كيكي (بالفرنسية: Gaby Kiki)‏ هو لاعب كرة قدم كاميروني في مركزي الدفاع والوسط، ولد في 15 فبراير 1995 في ياوندي في الكاميرون. لعب مع دينامو برست ونادي شريف تيراسبول.

## وصلات خارجية
- غابي كيكي على موقع الاتحاد الأوربي (الإنجليزية)
- غابي كيكي على موقع قاعدة بيانات كرة القدم.إي يو (الإنجليزية)
- غابي كيكي على موقع بيانات كرة القدم. دي إي (الألمانية)
- غابي كيكي على موقع Soccerway.com (الإنجليزية)
- غابي كيكي على موقع عالم كرة القدم.نت (الإنجليزية)